# نکاروشتایم
نکاروشتایم (به آلمانی: Neckarwestheim) یک شهر در آلمان است که در هایلبرون واقع شده‌است. نکاروشتایم ۳٬۵۱۷ نفر جمعیت دارد.